# François Galaup de Chasteuil
François Galaup de Chasteuil, född 1625, död 1677, var en fransk alkemist.
François Galaup de Chasteuil var son till juristen Jean Galaup de Chasteuil vid domstolen i Aix. Han doktorerade i juridik och blev 1644 medlem i Malteserorden. 
Han tjänstgjorde från 1652 under maltesisk flagg mot korsarerna och hölls i slaveri i två år i Algeriet. Efter frigivningen blev han munk hos karmeliterna i Marseilles. Under sin tid som munk kidnappade han en flicka som han höll fången i sin cell tills hon födde ett barn, efter vilket han dödade henne och begravde henne. 
Han arresterades och dömdes till att avrättas för mord, men räddades av Louis de Vanens kontakter. De arbetade sedan tillsammans som alkemister i Nice, för att ta reda på hemligheten med filosofens sten. Efter en tid anställdes han som lärare till Savojens tronföljare. Han fortsatte privat sin forskning om alkemi tillsammans med Vanens, Robert de Bachimont och Marie de Bachimont. 
1676 etablerade sig sällskapet i Paris. De samarbetade där med doktor Rabel, kungliga sekreteraren och bankiren Pierre Cadelan och juristen Jean Terron du Clausel. 5 december 1677 arresterades Vanens och därefter resten av sällskapet, inklusive Vanens betjänt La Chaboissiere (Barthomynat), utom Rabel, som lyckades fly till England, och Chasteuil, som hade avlidit strax innan. Gripandet av alkemistsällskapet var tätt sammanbundet med den kommande giftmordsaffären.